# محمد تهامی‌نژاد
محمد تهامی‌نژاد (زادهٔ آذر ۱۳۲۱ در تهران) پژوهشگر در تاریخ، منتقد، مترجم و مستندساز معاصر ایرانی، و از پیشتازان سینمای مستند در ایران است. تهامی‌نژاد نه‌تنها در زمینهٔ ساختن فیلم مستند پیشینه‌ای طولانی دارد، بلکه در زمینهٔ آموزش، ترجمه، تألیف، پژوهش و نقد فیلم‌های مستند نیز از مطرح‌ترین سینماگران معاصر ایران به‌شمار می‌رود. وی به عنوان منتقد و نویسنده با ماهنامه سینمایی فیلم همکاری می کند.

## زندگی

### تولد
محمد تهامی‌نژاد در آذرماه ۱۳۲۱ در جنوب تهران متولد گردید. زادگاه او کوچهٔ باریکی در خیابان ادیب‌الممالک، مقابل بازارچهٔ نایب‌السلطنه، در خیابان ری بود. وی برادر کوچکتر  ابوالحسن تهامی نژاد دوبلور سرشناس ایرانی می باشد.

### تحصیل
وی فارغ‌التحصیل مؤسسهٔ روزنامه‌نگاری کیهان، مرکز آموزش تلویزیون و دارای لیسانس سینما از مجتمع دانشگاهی هنر است. پس از دوران سربازی، اولین جایی که وی به ادامهٔ تحصیل در آن مشغول بود «مدرسهٔ عالی روزنامه‌نگاری» متعلق به روزنامهٔ کیهان بود. در دورهٔ مدرسهٔ روزنامه‌نگاری محمد دبیرسیاقی، کاظم معتمدنژاد، ابوالقاسم منصفی و… از اساتید تأثیرگذار بودند؛ البته ابراهیم گلستان هم سینما تدریس می‌کرد. پس از آن در سرویس اقتصادی و اندک مدتی هم در بخش سردبیری روزنامهٔ کیهان مشغول به کار شد. در همان روزها، در کتابخانهٔ زیرزمینی گمرک، با آمار صادرات و واردات فیلم و ابزار سینمایی در ایران آشنا شد که مقدمهٔ پژوهش‌های سینمایی آیندهٔ او بود. به‌تدریج وظیفهٔ تهیهٔ یک‌سری آگهی‌های دولتی برای چاپ در روزنامهٔ کیهان (فارسی) و اطلاعات (فرانسه) به عهده‌اش گذاشته شد که به این ترتیب رؤیای روزنامه‌نگاری فرو ریخت و یک روز، تصمیم می‌گیرد که دیگر به روزنامه نرود.

### فعالیت‌های هنری
تهامی‌نژاد در سال ۱۳۴۶ وارد به مرکز آموزش فیلم‌سازی تلویزیون ملی ایران شد. البته وی از دوران دبیرستان به خاطر حضور برادرش - ابوالحسن تهامی‌نژاد - در حوزهٔ دوبله، در فضاهای سینمایی بود؛ فیلم هم ترجمه می‌کرد. بعد از اتمام این دوره، وی تنها کسی است که به عنوان مدرس در این مرکز می‌ماند و سپس به عنوان دستیار در فیلم «بیتا» با هژیر داریوش همکاری می‌کند و بعد از آن در فیلم‌های «حفاری تپه‌های قیطریه» و «یا ضامن آهو» دستیار پرویز کیمیاوی و در فیلم صادق کرده دستیار ناصر تقوایی می‌شود. تهامی‌نژاد با این‌که در دکوپاژ ناصر تقوایی را تحسین می‌کرد، اما از نظر نگاه به جهان در سینمای مستند پرویز کیمیاوی برای وی اهمیت بسیاری داشت.
اولین طرحی که تهامی‌نژاد برای ساخت فیلم ارائه داد، تحقیقی دربارهٔ تاریخ سینمای ایران بود. وی در سال ۱۳۴۹ با ساختن فیلمی با عنوان «سینمای ایران؛ مشروطیت تا سپنتا» نخستین فیلم مستند پژوهشی دربارهٔ پیشگامان تاریخ سینمای ایران را ساخت. در فیلم «سینمای ایران؛ از مشروطیت تا سپنتا»، تهامی‌نژاد کوشیده‌است مجموعه‌ای از شیوه‌های سینمای مستند را تجربه کند؛ از بازسازی واقعیت تا سینمای مستقیم؛ از این رو این فیلم را یک اثر تجربی می‌داند.
در دوران انقلاب ۱۳۵۷ ایران و پس از استعفای نمایندگان قبلی، وی به عنوان نمایندهٔ کارگردان‌ها وارد «شورای مؤسس اتحادیهٔ کارکنان رادیو تلویزیون ملی ایران» شد. پس از پیروزی انقلاب نیز، کارگردان‌ها، مدتی مسؤولیت گروه کارگردان‌ها و نمایندگی در شورای مؤسس را بر عهدهٔ او گذاشتند. اما سیاست مدیریت تلویزیون بر این اساس بود که نسل جدید، تلویزیون را بچرخاند، برهمین اساس درست شب نوروز، نامه‌ای به دست وی رسید بر مبنای آن محمد تهامی‌نژاد به استان سیستان و بلوچستان منتقل شد. خود وی هنوز دلیل این عمل را نمی‌داند؛ شاید دلیل آن ساخت فیلم مستند «بحران مسکن و مهاجرین» بود که واقعیت آن براساس پژوهش در گودهای اطراف تهران، کاروانسراها، حلبی‌آبادها و… بود.
تهامی‌نژاد که برای اولین‌بار در سال ۱۳۵۰ همراه با یکی از دوستانش به زابل رفته بود، در سال ۱۳۶۲ و به مدت ۶ سال به زاهدان منتقل شد. در این دوره از اشرف سربازی دربارهٔ طوایف بلوچستان، زبان بلوچی و… آموخت؛ ترجمهٔ مقالهٔ مفصلی از اشرف سربازی دربارهٔ جی اند خان، یکی از قهرمان‌های طوایف بلوچ، پژوهش‌هایی دربارهٔ خط بلوچی و… ماحصل زندگی در همان دوره‌است.

### زندگی خصوصی
همسر وی فریده مکری‌نژاد فوق‌لیسانس حسابداری داشته و حسابرس است. فرزندانش شادی تهامی‌نژاد و آرش تهامی‌نژاد هر دو مهندس کامپیوترند.

## مسوولیت‌ها
- عضو هیئت انتخاب بخش مستند سی و پنجمین جشنواره فیلم فجر در سال ۱۳۹۵[۵]

## ترجمه
محمد تهامی‌نژاد کتاب «مقدمه‌ای بر فیلم مستند» نوشته بیل نیکولز را ترجمه کرده‌است.

## به عنوان منتقد
وی پژوهش در تاریخ، نقدنویسی و مستندسازی را با هم به پیش برده‌است. مجموعه نوشته‌های وی از دههٔ چهل هیچ‌گاه از جوهرهٔ پژوهش و بررسی‌های تاریخی خالی نبود.
وی از دههٔ پنجاه به عنوان پژوهشگر، در دو زمینهٔ تاریخ سینما و سینمای مستند فعالیت کرد. تهامی‌نژاد معتقد است کار پژوهش باید وی را به یک نظریه برساند و نظریه‌ای که آن زمان، در پناه پژوهش در سینما مطرح کرد، نظریهٔ یأس در سینمای ایران بود. او فکر می‌کرد وضعیت فعلی سینمای ایران در آن دوره به وضعیت اجتماعی ایران در دههٔ چهل و ریشه‌های تاریخی ما برمی‌گردد. یکی از مسائلی که تهامی‌نژاد در مقالاتش یا حتی فیلمی که دربارهٔ تاریخ سینما ساخته به آن توجه داشته، مسئلهٔ سانسور یا فداشدن انسان ایرانی است که نمی‌تواند مسیر طبیعی زندگی‌اش را طی کند. در واقع، سینما برای وی یک وسیلهٔ بیانی بود.
به باور تهامی‌نژاد، از میان گونه‌های سینمایی «سینما مستقیم» و «سینما حقیقت» برخورد بهتری با جهان دارند؛ او بر این باور است که سینمای مستند، دروغگوترین نوع سینمای جهان است زیرا با این تعریف که «سینمای مستند، گزارش خلاق واقعیت است» دست‌آویزی برای دروغگویی می‌سازد. پس بایستی این گزارش را افشا کرد، زیرا گزارش، بازنمودن واقعیت است. به باور وی اگر کسی به دنبال سینمای مستقیم است اما از افشاکردن تصویر خود هم پرهیز و گریز دارد، در واقع ضدخود عمل کرده‌است. وی بر این باور است که بسیاری از فیلم‌های مستند، هیچ نسبتی با امر واقع و جهان بیرونی ندارند، بلکه به شیوه‌ای با سینمای داستانی برخورد می‌کنند که در برابر مخاطب به عنوان سینمای مستند نمایانده می‌شود. از طرفی، وی بر این باور است که دیگر ویژگی سینمای مستند ایران در دههٔ چهل و اوایل دههٔ پنجاه تلاش فیلمساز برای ارائهٔ مانیفست است و می‌خواهند بگویند که ما جهان را این‌گونه می‌فهمیم، شما هم همین‌طور بفهمید و هیچ راهی برای نگاه دیگرگونهٔ مخاطب نمی‌گذاریم.

## به عنوان فیلم‌ساز
فیلم‌های محمد تهامی‌نژاد نیز کم و بیش اسنادی از دوران خود هستند: سینمای ایران: از مشروطیت تا سپنتا، نخستین کوشش در ثبت چهره‌های تاریخ سینمای ایران به‌شمار می‌رود. این کار با جمع‌آوری و معرفی فیلم‌هایی همراه شد که سال‌ها از دسترس خارج بودند.
وی در آثارش هیچ‌گاه در پی جهان تخیلی نبود هرچند که نخستین فیلمی که در مدرسهٔ تلویزیون ساخت، یک فیلم داستانی به نام «قصهٔ یک ابهام» بود. این فیلم روایت مردی است که یک شیء باستانی را پیدا می‌کند و از پس فروش آن، پولی به چنگ می‌آورد که می‌تواند یک رادیو و دوچرخه هم بخرد. با این رادیو مرد دچار توهم ثروت و پیشرفت می‌شود.
به باور تهامی‌نژاد برای دریافت واقعیت، نیازی به غرق‌شدن در رؤیا نیست؛ به همین خاطر است که اولین کتابی که نوشت سینمای رؤیاپرداز ایران نام دارد. وی بر این باور است که زمانی که ما نتوانیم واقعیت را به‌طور کامل بیان کنیم به سمت رؤیا می‌رویم و از طریق رؤیا، واقعیت‌ها را بیان می‌کنیم.
در سینمای مستند، من سعی کرده‌ام از این رؤیاها فرار کنم و به سوی «امر واقع» بروم. واقعیت‌هایی که از طریق پژوهش قابل دسترسی هستند.
تهامی‌نژاد پس از آن شیوهٔ «سینمای مستیقم» را برای ساخت فیلم مستند انتخاب کرد.

## سایر فعالیت‌ها
تدریس در زمینهٔ مستندسازی، عضویت در هیئت مؤسس و ریاست انجمن مستندسازان سینمای ایران و پژوهش بر روی بیش از هشتصد فیلم مستند، گزارشی و خبری در فیلمخانهٔ ملی ایران از جمله دیگر فعالیت‌های اوست.
فعالیت‌های اجرایی
- عضو هیئت مؤسس، عضو هیئت مدیره، بازرس و مدتی رئیس انجمن مستندسازان سینمای ایران
- داور بخش مستند جشنوارهٔ فیلم فجر، و سه دوره داور جشن خانهٔ سینما
- عضو هیئت علمی اولین همایش انسان‌شناسی تصویری در دانشکدهٔ علوم اجتماعی دانشگاه تهران
- عضو هیئت علمی همایش سینمای قاجار در فرهنگستان هنر (برگزار نشد)[۷]

تدریس
وی در دانشگاه آزاد اسلامی، برخی کارگاه‌های آمورزشی، مرکز آموزش فیلمسازی و دانشکده‌های سورهٔ تهران و اصفهان سینما تدریس کرده و هم‌اکنون در مؤسسهٔ آموزش عالی سپهر اصفهان در واحد سینما، تدریس می‌کند.
فیلمخانهٔ ملی ایران
وی طی چهار قرار داد، در فیلمخانهٔ ملی ایران، به کار پژوهش فیلمخانه‌ای روی انبوهی از فیلم‌های (پوزیتیو و نگاتیو) شناخته شده و ناشناختهٔ مستند و خبری مشغول است و بخشی از حاصل کار، جدا از تهیهٔ فرم‌های جداگانه و مشخص، به صورت شش مقاله درآمد که توسط فیلمخانهٔ ملی ایران منتشر شد. بعد از حدود چهار سال کار غیرمتداوم، قرارداد وی با فیلمخانه در شهریور سال ۱۳۸۷ به پایان رسید. وی هم‌اکنون سرگرم تدوین نهایی کتاب تاریخ سینمای مستند ایران بر اساس اسناد و فیلم‌های حاصل از این پژوهش است.

## آثار

### فیلم

#### فیلم مستند
کارگردان
- ۱۳۴۹ - سینمای ایران: از مشروطیت تا سپنتا
- ۱۳۵۹ - یادی از دکتر فاطمی
- ۱۳۵۹ - دی‌ماه ۵۹ در بوشهر (آوارگان جنگی)
- ۱۳۶۰ - شب میرآب (آب در روستاهای کویر مرکزی)
- ۱۳۶۱ - بحران مسکن و مهاجرین (از مجموعهٔ «سرپناه»)
- ۱۳۶۱ - قطع
- ۱۳۶۲ - رود و کاریز
- ۱۳۶۵ - از هامون تا هورالعظیم
- یادگارهای سیستان
- ۱۳۶۸ - بازگشت اسیران جنگی از عراق
- استاد عبادی
- شهر سوخته
- شبیه زمان مقدس (تعزیه در سیستان)[۴]
- تعزیه در باد[۷]

دستیار کارگردان
- ۱۳۴۸ - تپه‌های قیطریه، کارگردان: پرویز کیمیاوی
- ۱۳۴۹ - یا ضامن آهو، کارگردان: پرویز کیمیاوی
- ۱۳۴۹ - بجنورد تا قوچان، کارگردان: پرویز کیمیاوی
- ۱۳۴۹ - بازار مشهد، کارگردان: پرویز کیمیاوی
- ۱۳۵۰- مسجد گوهرشاد، کارگردان: پرویز کیمیاوی[۹]

عکاس
- ۱۳۴۹ - یا ضامن آهو، کارگردان: پرویز کیمیاوی[۹]

#### فیلم داستانی
دستیار کارگردان
- ۱۳۵۱ - صادق کرده، کارگردان: ناصر تقوایی

مشاور کارگردان
- ۱۳۷۰ - قرق، کارگردان: احمد هاشمی[۸]

نویسنده
- ۱۳۶۶ - گردو، کارگردان: حسین دلیر
- ۱۳۷۳ - سال‌های بی‌قراری، کارگردان: مسعود نوایی[۸]

بازیگر
- ۱۳۶۹ - سایهٔ خیال، کارگردان: حسین دلیر
- ۱۳۷۳ - سال‌های بی‌قراری، کارگردان: مسعود نوایی
- ۱۳۷۳ - دل و دشنه، کارگردان: مسعود جعفری جوزانی[۸]

برنامه‌ریز
- ۱۳۶۹ - سایهٔ خیال، کارگردان: حسین دلیر
- ۱۳۷۰ - قرق، کارگردان: احمد هاشمی[۸]

### کتاب
تهامی‌نژاد در فرهنگ نوشتاری سینمای ایران نیز جایگاه ارزنده‌ای دارد. «سینمای رؤیاپرداز ایران»، «فیلمنامهٔ تاریخ سینمای ایران»، «سینمای ایران» (از مجموعهٔ «از ایران چه می‌دانم؟»)، «سینمای مستند ایران، عرصهٔ تفاوت‌ها»، ترجمهٔ نمایشنامهٔ «لوتر» اثر جان آزبرن و ترجمهٔ «مقدمه‌ای بر مستند تلویزیونی» را به رشتهٔ تحریر درآورده. «فیلمنامهٔ تاریخ سینمای ایران»، در سال ۱۳۷۴ به عنوان کتاب سال جمهوری اسلامی ایران شناخته شد. وی در سال ۱۳۸۱ برای کتاب سینمای مستند ایران؛ عرصهٔ تفاوت‌ها برندهٔ جایزهٔ «حافظ» به خاطر یک عمر فعالیت در عرصهٔ ادبیات نوشتاری سینما و به عنوان سینماگر و پژوهشگر نمونهٔ سینمای مستند کشور معرفی شد. وی هم‌اکنون در حال تدوین «فرهنگ کوچه‌های بازار» است که اثری است پژوهشی دربارهٔ ورود واژه‌ها و مفاهیم سینمایی و شکل‌گیری حرفه‌های مختلف در سینمای ایران.

#### تألیف
- سینمای رؤیاپرداز ایران: حلقه‌ای در زنجیرهٔ خیالبندان، تهران: انتشارات عکس معاصر، ۱۳۶۵[۱۰]
- فیلمنامهٔ تاریخ سینمای ایران، تهران: انتشارات سینما، ۱۳۷۲[۱۱]
- از ایران چه می‌دانم؟: سینمای ایران، دفتر پژوهش‌های فرهنگی، ۱۳۸۰
- سینمای مستند ایران: عرصهٔ تفاوت‌ها، تهران: انتشارات سروش، ۱۳۸۱[۸][۱۲]
- روش‌های نقد فیلم مستند [در جستجوی ناشر]
- فیلم قاجار و مکتب تهران [در انتظار چاپ][۷]
- مستندنگاری: پژوهش و تبدیل پژوهش به فیلم‌نامه برای فیلم مستند، در سال‌های ۱۳۸۴ تا ۱۳۸۶ به صورت مسلسل در مجلهٔ فیلم‌نگار چاپ شد [آمادهٔ چاپ]
- دانشنامهٔ جوان، تهران: انتشارات فرهنگ معاصر، [همکاری، زیر چاپ]
- یک مطالعهٔ فرهنگی در قلمرو تاریخ سینمای مستند ایران [در آخرین مراحل ویرایش][۴]

#### ترجمه
- نمایشنامهٔ لوتر، جان آزبرن، تهران: انتشارات امیرکبیر، ۱۳۵۳[۱۳]
- مقدمه‌ای بر مستند تلویزیونی: مواجهه با واقعیت، جان آیزود و ریچارد کیلبرن، انتشارات سروش، ۱۳۸۴[۸][۱۴]
- مقدمه‌ای بر فیلم مستند، بیل نیکولز، تهران: انتشارات جامعهٔ نو، ۱۳۸۹[۱۵]
- نگره‌ای برای نشانه‌شناختی برای فیلم مردم‌نگاری، سول ورث، فصلنامهٔ فارابی، سال ۱۳۷۸، شماره ۳۵
- دانشنامهٔ فیلم مستند، ایان ایتکن، نشریهٔ انجمن مستندسازان (ترجمهٔ چندین مدخل، از جمله مقالهٔ فیلم مردم‌نگاری نوشتهٔ دیوید مک‌دوگال)
- مفتون شرق، حمید نفیسی، مجلهٔ فیلم[۷]

#### مقالات و پژوهش‌ها
برخی پژوهش‌های وی شامل موارد زیر می‌شود:
- ریشه‌یابی یأس در سینمای ایران (سینما و تئاتر - ۱۳۵۲ و ۱۳۵۳)
- پیوند خاص و عام در نماهای بسته (چاپ شده در مجموعهٔ «فروغ فرخزاد و سینما»، ۱۳۷۷)
- پژوهش دربارهٔ دو شاعر اصفهانی جمال‌الدین محمدبن عبدالرزاق و پسرش کمال‌الدین اسماعیل.
- راه رفته و رفتار: ابراهیم گلستان و سینما، نامهٔ فرهنگ و هنر، بهار ۱۳۸۴
- سینما و افکارعمومی‌سازی در ایران (۱۳۱۶ تا ۱۳۲۷)، فصلنامهٔ سینمایی فارابی
- نظم‌بخشی به خاطرهٔ بصری از تاریخ معاصر ایران: از محمدعلی شاه قاجار تا سال ۱۳۳۳ (دو شمارهٔ ماهنامهٔ سینمایی فیلم، ویژه‌نامهٔ زمستان و بهار ۱۳۸۳و ۱۳۸۴) و بررسی مجموعهٔ فیلم‌هایی که فیلمسازان خارجی در دوران رضاشاه و فیلمسازان ارتش‌های اشغالگر در دههٔ بیست خورشیدی - از خوزستان تا آذربایجان - ساختند و فیلم‌هایی از دکتر مصدق و زمانهٔ او.
- نظم بخشی شمارهٔ ۴ برای نخستین بار در ایران به معرفی فیلم روسی «کشور شیر و خورشید» ۱۳۱۲ پرداخت؛ فیلمی که به اندازهٔ علف مریان سی. کوپر و ارنست شودساک برای تاریخ اجتماعی معاصر ایران اهمیت دارد.
- نظم بخشی به خاطرهٔ بصری از فرهنگ و اقوام ایرانی شماره ۶: آئین، باورها و میراث ایرانیان[۴]
- شیوه‌شناسی سینمای مستند، فصلنامهٔ سینمایی فارابی، ۱۳۸۵، شماره ۵۹ و ۶۰ ([ترجمه و تألیف] شش شیوهٔ فیلم مستند، معرفی‌شده توسط بیل نیکولز به همراه معرفی شیوهٔ حریم ایرانی)
- انسان‌شناسی تصویری در سینمای مستند ایران، (عامل شناخت یا موضوع شناخت، کتاب ماه هنر، مهر و آبان ۱۳۸۳)
- رفتارشناسی فرهنگی در فیلم‌های خبری (۱۳۳۶–۱۳۵۷) از منظر انسان‌شناسی تصویری، در جلسهٔ اسفند ماه ۱۳۸۹ فرهنگستان هنر ایران
- فرهنگ کوچه‌های سینمای ایران (گاهشناسی) جمع‌آوری مجموعهٔ واژه‌هایی که از طریق سینما وارد زبان فارسی شده‌است.
- الگوها و تجربه‌های ایرانی بازنمایی سرزمین (ترجمهٔ مقالهٔ ارائه‌شده در دانشگاه سنت اندروز)
- پژوهش دربارهٔ فیلم‌های مسعود کیمیایی، ناصر تقوایی، امیر نادری، عباس کیارستمی، مرتضی آوینی، پرویز کیمیاوی و علی حاتمی
- پژوهش سینمایی (کاشف سؤالی دربارهٔ جهان، پرسشی دربارهٔ شکل) یک کتاب اینترنتی
- فیلم مستند پرتره (چهره‌نگاری) و زندگینامه‌ای[۴]

علاوه بر این موارد، پژوهش‌هایی در زمینه‌های: مستند گزارشی، مستند شاعرانه، فیلم پرتره، مفهوم پژوهش، ورزش‌نگاری، جوش‌وخروش‌های نظری در سینمای مردم‌نگاری.
همچنین: جستجویی مختصر در سینمای مستند افغانستان، سفرنامه سنت اندروز
وی به سمینارهای زیر مقاله فرستاده‌است
همایش بین‌المللی سینما و گفتگوی تمدن‌ها، همایش سینما و نفت، میراث مشترک اقوام حاشیهٔ دریای خزر، سمینار نقد فیلم در ایران، سمینار خلیج فارس، همایش بین‌المللی سینمای بازنمایی در دانشگاه سنت اندروز اسکاتلند، همایش شهرسازی و سینما.

## پی‌نوشت
1. ↑  «پروندهٔ «محمد تهامی‌نژاد»، انسان‌شناسی و فرهنگ، شنبه، ۲۸ اسفند ۱۳۸۹— ۰۰:۰۱». بایگانی‌شده از اصلی در ۹ اكتبر ۲۰۱۱. دریافت‌شده در ۱۱ اوت ۲۰۱۱. تاریخ وارد شده در |archive-date= را بررسی کنید (کمک)
2. 1 2 3 4 5 6 7 8  «صفحهٔ اطلاعات نویسندگان در پایگاه اینترنتی آی‌کتاب». بایگانی‌شده از اصلی در ۴ مارس ۲۰۱۶. دریافت‌شده در ۱۸ اوت ۲۰۱۱.
3. 1 2  «پایگاه اینترنتی ومستند» (PDF). بایگانی‌شده از اصلی (PDF) در ۴ مارس ۲۰۱۶. دریافت‌شده در ۳۰ سپتامبر ۲۰۱۱.
4. 1 2 3 4 5  پایگاه اینترنتی نخستین همایش انسان‌شناسی هنر، دانشگاه هنر اصفهان، صفحهٔ اطلاعات کمیتهٔ علمی
5. ↑  «سایت جشنواره فیلم فجر، بازدید ۱۳۹۶». بایگانی‌شده از اصلی در ۱ مه ۲۰۱۷. دریافت‌شده در ۲۹ مه ۲۰۱۷.
6. ↑  سایت خبرگزاری مهر، بازدید ۱۳۹۶
7. 1 2 3 4 5 6 7 8  «محمد تهامی‌نژاد (پژوهشگر و فیلمساز مستند)، صفحهٔ اطلاعات کاربر در پایگاه اینترنتی انسان‌شناسی و فرهنگ، دوشنبه، ۲۹ شهریور ۱۳۸۹ — ۱۷:۱۹». بایگانی‌شده از اصلی در ۱۱ اوت ۲۰۱۱. دریافت‌شده در ۱۱ اوت ۲۰۱۱.
8. 1 2 3 4 5 6 7 8  «صفحهٔ اطلاعات محمد تهامی‌نژاد در پایگاه سوره سینما». بایگانی‌شده از اصلی در ۱۰ اوت ۲۰۱۱. دریافت‌شده در ۱۱ اوت ۲۰۱۱.
9. 1 2  «با پرویز خان کیمیاوی در قیطریه و خراسان و در تئوری مؤلف، محمد تهامی‌نژاد، پایگاه اینترنتی انسان‌شناسی و فرهنگ، سه‌شنبه، ۱۳ مهر ۱۳۸۹ — ۰۰:۲۰». بایگانی‌شده از اصلی در ۱۷ اوت ۲۰۱۱. دریافت‌شده در ۲۱ اوت ۲۰۱۱.
10. ↑  صفحهٔ اطلاعات کتاب در سایت کتابخانهٔ ملی ایران[پیوند مرده]
11. ↑  صفحهٔ اطلاعات کتاب در سایت کتابخانهٔ ملی ایران[پیوند مرده]
12. ↑  «صفحهٔ اطلاعات کتاب در سایت کتابخانهٔ ملی ایران». بایگانی‌شده از اصلی در ۴ مه ۲۰۱۸. دریافت‌شده در ۱۲ اوت ۲۰۱۱.
13. ↑  «صفحهٔ اطلاعات کتاب در سایت کتابخانهٔ ملی ایران». بایگانی‌شده از اصلی در ۱۱ اوت ۲۰۲۰. دریافت‌شده در ۱۲ اوت ۲۰۱۱.
14. ↑  «صفحهٔ اطلاعات کتاب در سایت کتابخانهٔ ملی ایران». بایگانی‌شده از اصلی در ۴ مه ۲۰۱۸. دریافت‌شده در ۱۲ اوت ۲۰۱۱.
15. ↑  «صفحهٔ اطلاعات کتاب در سایت کتابخانهٔ ملی ایران». بایگانی‌شده از اصلی در ۴ مه ۲۰۱۸. دریافت‌شده در ۱۲ اوت ۲۰۱۱.